# El Peral
El Peral là một đô thị trong tỉnh Cuenca, cộng đồng tự trị Castile-La Mancha Tây Ban Nha. Đô thị này có diện tích là 85,95 ki-lô-mét vuông, dân số năm 2009 là 806 người với mật độ 9,38 người/km². Đô thị này có cự ly 76 km so với tỉnh lỵ Cuenca.